# Mychajliwka-Rubeschiwka
Mychajliwka-Rubeschiwka (ukrainisch Михайлівка-Рубежівка; russisch Михайловка-Рубежовка Michailowka-Rubeschowka) ist ein Dorf in der ukrainischen Oblast Kiew mit etwa 3400 Einwohnern (2020).

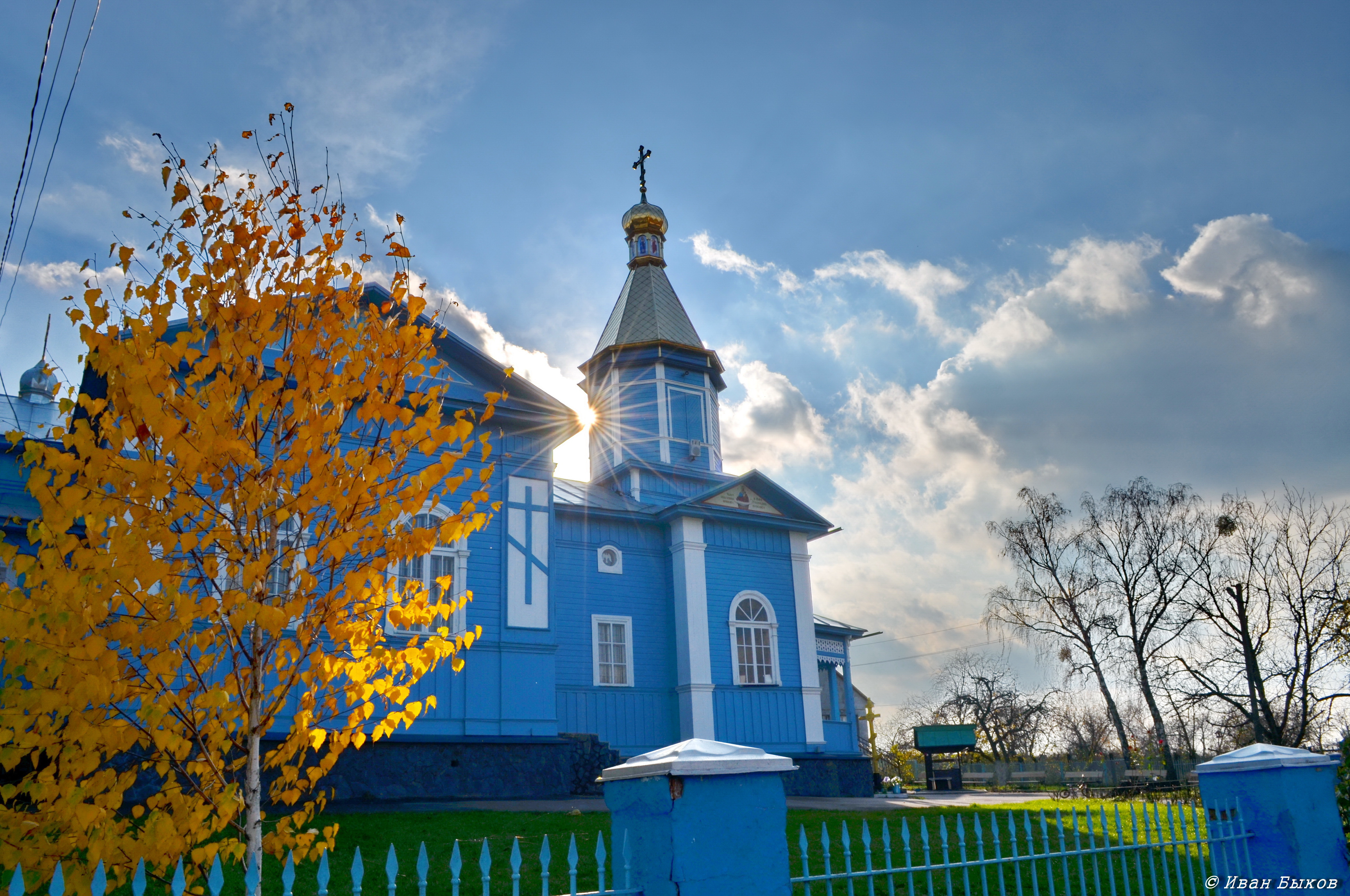
Kirche im Ort

Das 1600 erstmals erwähnte Dorf liegt an der Butscha (Буча), einem Nebenfluss des Irpin und deren Nebenfluss, dem Myslin (Мислін) im Rajon Butscha. Mychajliwka-Rubeschiwka grenzt im Osten an das Stadtgebiet von Irpin und im Norden an die Siedlung städtischen Typs Worsel.
Im Ort befindet sich seit 2008 eine Statue des Bildhauers Borys Krylow von Petro Mohyla, der seit 1633 Metropolit von Kiew, Galizien und dem ganzen Russland war.
Am 12. Juni 2020 wurde das Dorf ein Teil der neugegründeten Stadtgemeinde Irpin, bis dahin bildete es zusammen mit dem Dorf Sabutschtschja (Забуччя) die gleichnamige Landratsgemeinde Mychajliwka-Rubeschiwka (Михайлівсько-Рубежівська сільська рада/Mychajliwsko-Rubeschiwska silska rada) im Norden des Rajons Kiew-Swjatoschyn.
Am 17. Juli 2020 kam es im Zuge einer großen Rajonsreform zum Anschluss des Rajonsgebietes an den Rajon Butscha.